# Bazhou
Bazhou (chiń. 霸州市) – miasto w środkowej części Chin, w prowincji Hebei. Według danych na 2010 rok miasto zamieszkiwało 291 710 osób.